# SuomiAreena

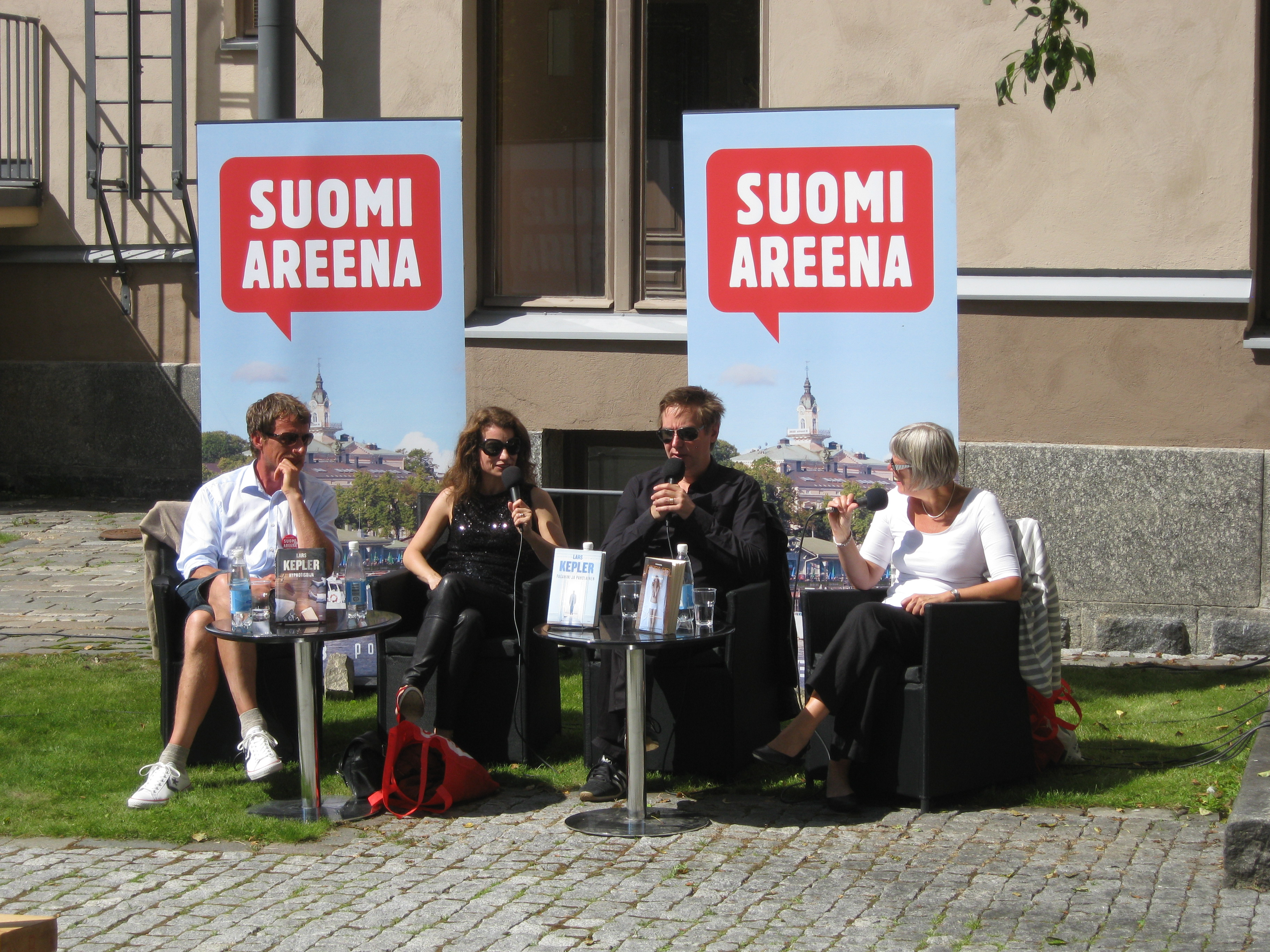
El actor finlandés Tobias Zilliacus (izquierda) y los novelistas suecos Alexander Ahndoril y Alexandra Coelho Ahndoril (centro) en 2012 SuomiAreena.

SuomiAreena es un foro anual de debate público celebrado en Pori, Finlandia. Está organizado por la ciudad de Pori y el canal de televisión finlandés MTV3. El foro se organizó por primera vez en 2006 y está inspirado en la Semana sueca de Almedalen en Visby. 
SuomiAreena se celebra en julio, simultáneamente con Pori Jazz, que es uno de los festivales de jazz más grandes de Europa. La edición 2013 de SuomiAreena incluyó 125 eventos y la participación de más de 600 panelistas y oradores. Los eventos tienen lugar en diferentes lugares de la ciudad. Se llevan a cabo en cafeterías, restaurantes, parques, teatros, escenarios al aire libre y otros lugares adecuados. Los paneles de discusión debaten temas relacionados con política, sociedad, economía, cultura y religión. 
Junto con activistas finlandeses, políticos y otras personas influyentes, SuomiAreena reúne una gran cantidad de participantes internacionales. Los invitados internacionales más notables han sido el presidente de la Comisión Europea, José Manuel Barroso (2006), el presidente del Banco Central Europeo Jean-Claude Trichet (2007), el director general de la Red Al Jazeera Wadah Khanfar (2009), el Secretario General de las Naciones Unidas Ban Ki-moon (2011), y la Premio Nobel de la Paz Tawakkol Karman (2012).